# ジュニオール・フェルナンデス
アンテノール・ジュニオール・フェルナンデス・ダ・シルバ・ビトリア（Antenor Junior Fernandes da Silva Vitoria, 1988年4月10日 - ）は、チリ・トコピージャ県トコピージャ出身の同国代表サッカー選手。イスタンブール・バシャクシェヒルFK所属。ポジションはフォワード。

## 経歴

### コブレロア
ブラジル人の両親のもとに生まれ、6歳の時にトコピージャからカラマへ移住する。兄弟のクリスティアンと共に学校へ通い、そこではスポーツと音楽に励んだ。カラマに住んでいた間はCDコブレロアのユースチームに所属し、2006シーズン中には3部に参加するBチームへ昇格した。この期間中にアレクシス・サンチェスと出会い、それ以来の友人。
その後リザーブチームへの昇格は叶わず、2007年にCDムニシパル・メヒジョーネス（3部クラブ）へローン移籍する。
レンタル先で活躍すると、グスタボ・ウェルタ監督のリクエストでコブレロアのファーストチームへ加わった。プロデビューは第4節のデポルテス・ラ・セレナ戦。ストライカーのフェリペ・フローレスと交代で出場し、2-1で勝利した。デポルテス・メリピージャ戦で初スタメンとして出場、5-1で勝利した。

### パレスティーノ
2010年にマガジャネスで2部優勝・1部昇格への原動力になると、その卓越したパフォーマンスがCDパレスティーノの目に留まることとなり、2011年に移籍する。そこでも活躍するとU-25チリ代表にノミネートされる。

### ウニベルシダ・チレ
ウニベルシダ・デ・チレは、翌2012年のアペルトゥーラとコパ・リベルタドーレス優勝を目指すため、2011年11月2日にパレスティーノから保有権50%を買取り、移籍金70万USドルを支払い獲得した。12月5日に背番号9を着用することがクラブのオフィスで発表された。プレゼンテーションでは、「私はこのクラブのファン。そして、このクラブでこの背番号を背負い、偉業を成し遂げたマルセロ・サラスが私のアイドル」と語った。開幕戦のデポルテス・ラ・セレナでチームデビューをすると移籍初ゴールを挙げ3-1と勝利した。
チーム2試合目となる12月22日のリベルタドーレスでのCDゴドイ・クルス・アントニオ・トンバ戦では、ハットトリックを記録し5-1と勝利した。リベルタドーレス準々決勝1st-Legでデポルティーボ・キト相手に1-4と敗北も、2012年5月10日の2nd-Legでは、先制ゴール含む2ゴールを挙げるとチームは6-0と大勝した。88分にフランシスコ・カストロと交代でピッチを去る際に45000人の観衆は、ジュニオールの名を大合唱し活躍を讃えた。2012年6月24日のアペルトゥーラ準決勝2nd-LegCSDコロコロ戦で、ハットトリックをしヒーローになると、最近のパフォーマンスへの批判を黙らせた。

### レヴァークーゼン
2012年7月6日に、5年契約でバイエル・レヴァークーゼンへ移籍した。

### ディナモ・ザグレブ
ドイツでは出場機会に恵まれず、2013-14シーズンよりプルヴァHNLのNKディナモ・ザグレブへローンで加入し翌年には完全移籍。2016-17シーズンから新たに就任したイヴァイロ・ペテフの下では戦力外となり、同シーズン後半はスュペル・リグのアランヤスポルでプレーした。その後アランヤスポルに完全移籍した。

## 代表
2011年にクラウディオ・ボルギ監督の下、チリ代表に招集された。

## タイトル
ディナモ・ザグレブ
- プルヴァHNL : 2013-14